# Leptonotus norae
Leptonotus norae és una espècie de peix de la família dels singnàtids i de l'ordre dels singnatiformes.

## Morfologia
- Els mascles poden assolir 21,5 cm de longitud total.[1][2]

## Reproducció
És ovovivípar i el mascle transporta els ous en una bossa ventral, la qual es troba a sota de la cua.

## Hàbitat
És un peix marí i de clima subtropical que viu entre 37-212 m de fondària.

## Distribució geogràfica
És un endemisme de Nova Zelanda.